# Václav Soukup
Václav Soukup (* 1957) je český antropolog a kulturolog působící na Filozofické fakultě Univerzity Karlovy v Praze. Ve své výzkumné, publikační a pedagogické činnosti se zaměřuje na kulturní antropologii, paleoantropologii a kulturní ekologii. Vydal řadu odborných studií a monografií, které jsou věnovány teorii kultury a dějinám antropologického myšlení.
Mezi další oblasti jeho odborného zájmu patří pravěká archeologie, konkrétně problematika evoluce člověka a lidské kultury. K jeho významným vědeckým monografiím patří Dějiny sociální a kulturní antropologie (1996), Přehled antropologických teorií kultury (2000), Dějiny antropologie (2004), Antropologie: teorie člověka a kultury (2011) a Prehistorie rodu Homo (2015). Společně s českou antropoložkou a historičkou umění Barborou Půtovou realizoval mezinárodní výzkumný projekt věnovaný hledání kořenů lidské kreativity a geneze umělecké imaginace. Výsledky tohoto projektu byly publikovány společně se studiemi předních světových paleoantropologů a archeologů v knize The Genesis of Creativity and the Origin of the Human Mind (2015). Ve vědecké monografii Umění a kultura království Benin (2016, spoluautoři Joseph Nevadomsky a Barbora Půtová) se zaměřil na analýzu a interpretaci dějin, umění a kultury stejnojmenného afrického království.
Za knižní publikace věnované rozvoji antropologie obdržel Cenu Vojtěcha Suka na Masarykově univerzitě v Brně a Cenu rektora Univerzity Karlovy v Praze. V roce 2016 byl zvolen rektorem Vysoké školy mezinárodních a veřejných vztahů Praha, o.p.s., kterou profiluje jako moderní vysokoškolské a vědecko-výzkumné pracoviště vychovávající odborníky v oblasti diplomacie, antropologie, veřejné správy a public relations.